# Harinai evangélikus templom
A harinai evangélikus templom műemlékké nyilvánított épület Romániában, Beszterce-Naszód megyében. A romániai műemlékek jegyzékében a BN-II-m-A-01661 sorszámon szerepel.

## Leírása
Eredeti Orgonáját a Wegenstein Lipót és Fiai Orgonagyár építette 1911-ben, de 1945-ben elpusztult. Jelenlegi orgonája szintén a Wegenstein-műhelyből származik; 2001-ben helyezték át Kolozsnagyidáról.